# 영중중학교
영중중학교(永中中學校)는 대한민국 경기도 포천시 영중면 양문리에 있는 공립 중학교이다.

## 학교 연혁
- 1969년 11월 18일 : 학교 설립 인가(6학급)
- 1970년 3월 1일 : 개교 및 초대 김기열 교장 취임
- 1973년 2월 1일 : 제1회 102명 졸업
- 2012년 1월 4일 : 운동장 잔디구장 준공
- 2020년 4월 14일 : 외벽환경개선공사 완료
- 2023년 1월 6일 : 제51회 21명 졸업(총 5,614명)
- 2023년 3월 2일 : 신입생 20명 입학
- 2023년 3월 2일 : 제24대 장호선 교장 취임

## 참고 자료
- 영중중학교 - 한국교육학술정보원 학교알리미